# Twierdzenie Ptolemeusza
Twierdzenie Ptolemeusza – twierdzenie planimetrii wiążące boki i przekątne czworokąta wpisanego w okrąg. Jego pierwsze sformułowanie oraz dowód przypisuje się Klaudiuszowi Ptolemeuszowi; pojawia się ono w jego dziele Almagest .

## Twierdzenie
W dowolnym czworokącie {\displaystyle ABCD} wpisanym w okrąg iloczyn długości przekątnych równy jest sumie iloczynów długości przeciwległych boków:

|  |  | {\displaystyle \|AC\|\cdot \|BD\|=\|AB\|\cdot \|CD\|+\|BC\|\cdot \|AD\|.} |  | (1) |

Prawdziwe jest również twierdzenie odwrotne do niego:
Jeśli w czworokącie iloczyn długości przekątnych równy jest sumie iloczynów długości przeciwległych boków, to czworokąt ten można wpisać w okrąg.

## Dowody

### Dowód geometryczny
Niech dany będzie czworokąt {\displaystyle ABCD} wpisany w okrąg oraz punkt {\displaystyle K} leżący na przekątnej {\displaystyle AC} tak, by półprosta {\displaystyle BK} przecinała przekątną {\displaystyle AC} przy zachowaniu równości kątów {\displaystyle \sphericalangle ABD=\sphericalangle KBC.} Wówczas otrzymuje się trójkąty {\displaystyle \triangle ABD} i {\displaystyle \triangle KBC.}
Z konstrukcji wynika, że {\displaystyle \sphericalangle ABD=\sphericalangle KBC} oraz {\displaystyle \sphericalangle ADB=\sphericalangle KCB,} ponieważ kąty te są kątami wpisanymi opartymi na tym samym łuku. Trójkąty {\displaystyle \triangle ABD} i {\displaystyle \triangle KBC} są więc podobne, dzięki czemu
{\displaystyle |KC|:|AD|=|BC|:|BD|,}
skąd
|  |  | {\displaystyle \|KC\|\cdot \|BD\|=\|AD\|\cdot \|BC\|.} |  | (2) |

Trójkąty {\displaystyle \triangle ABK} i {\displaystyle \triangle DBC} są podobne, gdyż mają równe kąty {\displaystyle \sphericalangle ABK} i {\displaystyle \sphericalangle DBC} oraz kąty {\displaystyle \sphericalangle BAC} i {\displaystyle \sphericalangle BDC} (kąty wpisane oparte na tym samym łuku). Odpowiednie boki są więc proporcjonalne:
{\displaystyle |AK|:|DC|=|AB|:|BD|,}
a zatem
|  |  | {\displaystyle \|AK\|\cdot \|BD\|=\|AB\|\cdot \|DC\|.} |  | (3) |

Po zsumowaniu stronami równości (2) oraz (3) otrzymuje się
{\displaystyle |AK|\cdot |BD|+|KC|\cdot |BD|=|AB|\cdot |DC|+|AD|\cdot |BC|,}
co w konsekwencji daje
{\displaystyle (|AK|+|KC|)\cdot |BD|=|AB|\cdot |DC|+|AD|\cdot |BC|}
i ostatecznie
{\displaystyle |AC|\cdot |BD|=|AB|\cdot |DC|+|AD|\cdot |BC|,}
co należało wykazać.
Dowód twierdzenia odwrotnego
Dowód twierdzenia odwrotnego przebiega podobnie. Niech w czworokącie {\displaystyle ABCD} zachodzi (1). Należy znaleźć taki punkt {\displaystyle K,} który spełnia warunki
{\displaystyle \sphericalangle ABK=\sphericalangle DBC} oraz {\displaystyle \sphericalangle BAK=\sphericalangle BDC.}
Mając go można wnioskować o podobieństwie trójkątów {\displaystyle \triangle DBC} oraz {\displaystyle \triangle ABK,} przy czym
{\displaystyle {\frac {|AB|}{|DB|}}={\frac {|BK|}{|BC|}}={\frac {|AK|}{|CD|}}.}
Z drugiej strony, ponieważ {\displaystyle \sphericalangle ABK=\sphericalangle DBC} oraz
{\displaystyle {\frac {|AB|}{|DB|}}={\frac {|BK|}{|BC|}},}
trójkąty {\displaystyle \triangle ABD} i {\displaystyle \triangle KBC} są podobne.
Stąd zachodzą (2) oraz (3), dając
{\displaystyle (|AK|+|KC|)\cdot |BD|=|AB|\cdot |DC|+|AD|\cdot |BC|.}
Z założenia wynika jednak, że {\displaystyle (|AK|+|KC|)=|AC|,} co oznacza, że punkt {\displaystyle K} leży na odcinku {\displaystyle |AC|.} Ale wtedy
{\displaystyle \sphericalangle BAK=\sphericalangle BAC=\sphericalangle BDC,}
czyli wierzchołki {\displaystyle A} i {\displaystyle D} leżą na tym samym okręgu, co {\displaystyle B} i {\displaystyle C.}

### Dowód trygonometryczny
Dowód wystarczy przeprowadzić, gdy okrąg w twierdzeniu będzie okręgiem jednostkowym. Dowolny inny przypadek można sprowadzić do niego poprzez odpowiednie przekształcenia: przesunięcie równoległe i jednokładność (ogólnie: podobieństwo). Dzięki tej obserwacji możliwe jest przedstawienie każdego z wierzchołków {\displaystyle P_{1},P_{2},P_{3},P_{4}} czworokąta jako
{\displaystyle P_{i}=(\cos \alpha _{i},\sin \alpha _{i}),{\text{ gdzie }}\alpha _{i}\in [0,2\pi ),}
przy czym {\displaystyle \alpha _{i}} oznacza kąt pomiędzy dodatnią półosią OX oraz promieniem wodzącym łączącym początek układu współrzędnych z punktem {\displaystyle P_{i}.} Można również założyć, że (po ewentualnym przenumerowaniu) wierzchołki ponumerowane są przeciwnie do kierunku wskazówek zegara, tzn. jest
{\displaystyle \alpha _{1}<\alpha _{2}<\alpha _{3}<\alpha _{4}.}
Jeśli dane są dwa punkty na okręgu jednostkowym o współrzędnych {\displaystyle x=(\cos \alpha ,\sin \alpha )} i {\displaystyle y=(\cos \beta ,\sin \beta ),} to ich odległość euklidesowa
{\displaystyle \|x-y\|={\sqrt {2-2\cos(|\alpha -\beta |)}}=2\sin \left({\frac {|\alpha -\beta |}{2}}\right).}
Jeśli {\displaystyle (P_{i},P_{j})} dla {\displaystyle i<j,} jest uporządkowaną parą wierzchołków danego czworokąta, to powyższy wzór można przedstawić jako
{\displaystyle |P_{i}P_{j}|=2\sin \left({\frac {\alpha _{j}}{2}}-{\frac {\alpha _{i}}{2}}\right).}
Wzór w tezie twierdzenia Ptolemeusza
{\displaystyle |P_{1}P_{3}|\cdot |P_{2}P_{4}|=|P_{1}P_{2}|\cdot |P_{3}P_{4}|+|P_{1}P_{4}|\cdot |P_{2}P_{3}|}
przyjmie wtedy postać
{\displaystyle \sin \left({\frac {\alpha _{3}}{2}}-{\frac {\alpha _{1}}{2}}\right)\sin \left({\frac {\alpha _{4}}{2}}-{\frac {\alpha _{2}}{2}}\right)=\sin \left({\frac {\alpha _{2}}{2}}-{\frac {\alpha _{1}}{2}}\right)\sin \left({\frac {\alpha _{4}}{2}}-{\frac {\alpha _{3}}{2}}\right)+\sin \left({\frac {\alpha _{4}}{2}}-{\frac {\alpha _{1}}{2}}\right)\sin \left({\frac {\alpha _{3}}{2}}-{\frac {\alpha _{2}}{2}}\right).}
Jego prawdziwość udowodnić można przy użyciu wzoru na iloczyn sinusów
{\displaystyle \sin \alpha \sin \beta ={\tfrac {1}{2}}{\big (}\cos(\alpha -\beta )-\cos(\alpha +\beta ){\big )}.}
Po jej zastosowaniu do każdej ze stron sześć wyrazów zniesie się parami, co kończy dowód.

### Dowód inwersyjny

Podczas inwersji trzech wierzchołków czworokąta wpisanego przez okrąg przechodzący przez pozostały, czwarty wierzchołek, ich obrazy są współliniowe.

Niech dany będzie czworokąt {\displaystyle ABCD} wpisany w okrąg {\displaystyle O} . Niech dane będą również punkty {\displaystyle B',C'} oraz {\displaystyle D'} będące obrazami inwersyjnymi punktów {\displaystyle B,C,D} względem nowego okręgu {\displaystyle O_{1}} o środku w punkcie {\displaystyle A} i pewnym promieniu {\displaystyle r.} Ponieważ punkty {\displaystyle B,C,D} leżą na okręgu {\displaystyle O,} który przechodzi przez środek okręgu {\displaystyle O_{1},} to ich obrazy {\displaystyle B',C'} i {\displaystyle D'} będą współliniowe. Wynika stąd, że
|  |  | {\displaystyle \|B'C'\|+\|C'D'\|=\|B'D'\|.} |  | (4) |

Dla każdych dwóch punktów {\displaystyle P} i {\displaystyle Q,} przekształcanych przez inwersję względem okręgu o promieniu {\displaystyle r,} zachodzić będzie
{\displaystyle |P'Q'|={\frac {r^{2}\cdot |PQ|}{|OP|\cdot |OQ|}}.}
Po zastosowaniu tej zależności do odcinków {\displaystyle |B'C'|,} {\displaystyle |C'D'|} i {\displaystyle |D'B'|} otrzymuje się
|  |  | {\displaystyle {\begin{aligned}\|B'C'\|&={\frac {r^{2}\cdot \|BC\|}{\|AB\|\cdot \|AC\|}},\\\|C'D'\|&={\frac {r^{2}\cdot \|CD\|}{\|AC\|\cdot \|AD\|}},\\\|D'B'\|&={\frac {r^{2}\cdot \|DB\|}{\|AD\|\cdot \|AB\|}}.\end{aligned}}} |  | (5) |

Po wstawieniu tych równości do wzoru (4) jest
{\displaystyle {\frac {|BC|}{|AB|\cdot |AC|}}+{\frac {|CD|}{|AC|\cdot |AD|}}={\frac {|DB|}{|AD|\cdot |AB|}},}
skąd (po sprowadzeniu do wspólnego mianownika) wynika teza.
Dowód twierdzenia odwrotnego
Powyższe rozumowanie daje niemal natychmiastowy dowód twierdzenia odwrotnego: jeśli założyć, że w czworokącie {\displaystyle ABCD} zachodzi zależność (1) i zbada inwersję punktów {\displaystyle B,C} i {\displaystyle D} względem pewnego okręgu o środku w {\displaystyle A,} to otrzyma się równość (4), z której wynika, że punkty {\displaystyle B',C'} i {\displaystyle D'} są współliniowe. Ale to oznacza, że wyjściowe punkty {\displaystyle B,C} i {\displaystyle D} będą leżały na pewnym okręgu przechodzącym przez {\displaystyle A,} co czyni je współokręgowymi.

## Uogólnienia i wnioski

### Nierówność Ptolemeusza

Jeśli trzy wierzchołki czworokąta nie będą współokręgowe, ich obrazy względem inwersji przez okrąg przechodzący przez czwarty wierzchołek nie będą współliniowe.

Twierdzenie Ptolemeusza jest szczególnym przypadkiem nierówności zachodzącej w dowolnym czworokącie:
Jeśli {\displaystyle ABCD} jest czworokątem, to prawdziwa jest nierówność

|  |  | {\displaystyle \|AC\|\cdot \|BD\|\leqslant \|AB\|\cdot \|CD\|+\|BC\|\cdot \|AD\|,} |  | (10) |

przy czym równość zachodzi wtedy i tylko wtedy, gdy czworokąt {\displaystyle ABCD} jest wpisany w okrąg.
Dowód powyższej nierówności opiera się na własnościach inwersji  i jest podobny do analogicznego dowodu twierdzenia Ptolemeusza. Jako że punkty {\displaystyle B,C} i {\displaystyle D} nie muszą teraz leżeć na okręgu, ich obrazami będą trzy (niekoniecznie współliniowe) punkty {\displaystyle B',C'} i {\displaystyle D',} które spełniają nierówność trójkąta
{\displaystyle |B'C'|+|C'D'|\geqslant |B'D'|.}
Równość pojawia się, gdy wpomniane punkty są współliniowe (w przeciwnym razie utworzą trójkąt). Po ponownym zastosowaniu wzorów (5) i analogicznych przekształceniach dostaje się nierówność (10).
Zarówno wyjściowe twierdzenie, jak i nierówność z nim związana są przypadkami ogólnego wzoru, prawdziwego dla dowolnego czworokąta {\displaystyle ABCD}:
{\displaystyle |AC|^{2}\cdot |BD|^{2}=|AB|^{2}\cdot |CD|^{2}+|BC|^{2}\cdot |AD|^{2}-2|AB|\cdot |CD|\cdot |BC|\cdot |AD|\cos(\sphericalangle A+\sphericalangle C).}
Gdy czworokąt {\displaystyle ABCD} jest wpisany w okrąg, suma miar przeciwległych kątów jest równa mierze kąta półpełnego więc:
{\displaystyle |AC|^{2}\cdot |BD|^{2}=|AB|^{2}\cdot |CD|^{2}+|BC|^{2}\cdot |AD|^{2}+2|AB|\cdot |CD|\cdot |BC|\cdot |AD|}
i ostatecznie {\displaystyle |AC|\cdot |BD|=|AB|\cdot |CD|+|BC|\cdot |AD|.}
Innym uogólnieniem twierdzenia Ptolemeusza jest twierdzenie Caseya.